# Meridià 75 a l'est
El meridià 75 a l'est de Greenwich és una línia de longitud que s'estén des del pol Nord travessant l'oceà Àrtic, Àsia, l'oceà Índic, l'oceà Antàrtic i l'Antàrtida fins al pol Sud.
El meridià 75 a l'est forma un cercle màxim amb el meridià 105 a l'oest. Com tots els altres meridians, la seva longitud correspon a una semicircumferència terrestre, uns 20.003,932 km. Al nivell de l'Equador, és a una distància del meridià de Greenwich de 8.349 km.

## De Pol a Pol
Començant en el pol Nord i dirigint-se cap al pol Sud, aquest meridià travessa:
| Coordenades                             | País, territori o mar        | Notes                                                                     |
| --------------------------------------- | ---------------------------- | ------------------------------------------------------------------------- |
| 90° 0′ N, 75° 0′ E / 90.000°N,75.000°E  | Oceà Àrtic                   |                                                                           |
| 81° 6′ N, 75° 0′ E / 81.100°N,75.000°E  | Mar de Kara                  | Passa a l'oest de l'illa Xokalski, Rússia                                 |
| 72° 52′ N, 75° 0′ E / 72.867°N,75.000°E | Rússia                       | Península de Guidan                                                       |
| 72° 33′ N, 75° 0′ E / 72.550°N,75.000°E | Golf de l'Obi                |                                                                           |
| 72° 10′ N, 75° 0′ E / 72.167°N,75.000°E | Rússia                       | Península de Guidan                                                       |
| 69° 7′ N, 75° 0′ E / 69.117°N,75.000°E  | Estuari del Taz              |                                                                           |
| 68° 50′ N, 75° 0′ E / 68.833°N,75.000°E | Rússia                       |                                                                           |
| 53° 48′ N, 75° 0′ E / 53.800°N,75.000°E | Kazakhstan                   | Passa a través del Balkhaix                                               |
| 42° 56′ N, 75° 0′ E / 42.933°N,75.000°E | Kirguizstan                  |                                                                           |
| 40° 27′ N, 75° 0′ E / 40.450°N,75.000°E | República Popular de la Xina | Xinjiang                                                                  |
| 37° 31′ N, 75° 0′ E / 37.517°N,75.000°E | Tadjikistan                  |                                                                           |
| 37° 17′ N, 75° 0′ E / 37.283°N,75.000°E | República Popular de la Xina | Xinjiang                                                                  |
| 37° 0′ N, 75° 0′ E / 37.000°N,75.000°E  | Pakistan                     | Gilgit-Baltistan - reclamat per Índia · Azad Kashmir - reclamat per Índia |
| 34° 39′ N, 75° 0′ E / 34.650°N,75.000°E | Índia                        | Jammu i Caixmir - reclamat per Pakistan                                   |
| 32° 28′ N, 75° 0′ E / 32.467°N,75.000°E | Pakistan                     | Punjab                                                                    |
| 32° 2′ N, 75° 0′ E / 32.033°N,75.000°E  | Índia                        | Panjab Haryana Rajasthan Madhya Pradesh Maharashtra Karnataka Kerala      |
| 12° 27′ N, 75° 0′ E / 12.450°N,75.000°E | Oceà Índic                   |                                                                           |
| 60° 0′ S, 75° 0′ E / 60.000°S,75.000°E  | Oceà Antàrtic                |                                                                           |
| 69° 3′ S, 75° 0′ E / 69.050°S,75.000°E  | Antàrtida                    | Territori Antàrtic Australià, reclamada per Austràlia                     |